# القدر الحدي
في علم الفلك المقدار الحدي أو (القدر الحدي) (بالإنجليزية: Limiting magnitude)‏ هو أضعف (أخفت) قدر ظاهري قابل للكشف أو الذي يمكن رصدة لجرم فلكي باستخدام أداة معينة (على سبيل المثال مقراب- لوح تصوير) أوحتى بالعين المجردة.
يتوقف القدر الحدي للتلسكوب على حجم الفتحة ومدة التعرض أو حساسية لوح التصوير ومدة التعرض.
ويشمل ذلك أي أداة يستخدمها الفلكيون لقياس درجة سطوع الأجسام المُضيئة في الفضاء. وكلما كان نجمٌ أو كوكب أكثر سطوعًا ولمعانًا كان رقم شدة سطوعه أقل. ويقوم مقياس شدة السطوع على أساس العمل الذي قام به عالم الفلك الإغريقي هيبارخوس. ففي حوالي عام 150ق.م. صنف هيبارخوس النجوم حسب درجة سطوعها. وسمى أكثر النجوم سطوعًا نجوم السطوع الأول، والذي يليه في درجة السطوع نجوم السطوع الثاني وهكذا نزولاً إلى أقل النجوم سطوعًا، والتي سماها نجوم السطوع السادس.
وفيما بعد وجد العلماء أن النجوم من مستوى السطوع الأول، كانت تفوق في سطوعها النجوم من مستوى السطوع السادس، بمقدار مائة ضعف. وأقروا نظامًا يجعل النجم من أي مستوى، يفوق النجم الذي يليه مباشرةً في السطوع بمقدار مرتين ونصف تقريبًا. وقد تم توسيع هذا المقياس إلى مستوى الصفر ومستويات سالبة، وذلك لأن بعض النجوم والكواكب أكثر سطوعًا من نجوم السطوع الأول. فالشمس مثلاً لها شدة سطوع مقدارها -27.
ويشير تعبير شدة السطوع عمومًا إلى شدة قدر السطوع الظاهري أو سطوع ولمعان نجم كما يبدو من الأرض. ولمقارنة شدة السطوع الحقيقي يستخدم الفلكيون السطوع المطلق، والذي يُبين مقدار شدة سطوع النجوم، لو كانت جميعها على المسافة نفسها من الأرض، وهي 32,6 سنة ضوئية. وعند تلك المسافة ستكون الشمس في مستوى السطوع الخامس.